# ادگار ایت
ادگار ایت (آلمانی: Edgar Itt؛ زادهٔ ۸ ژوئن ۱۹۶۷) دونده اهل آلمان بود.
وی در مسابقات کشوری و بین‌المللی در مجموع برندهٔ ۲ مدال نقره، ۱ مدال برنز شده‌است.